# Sfireh
Sfireh, ou As-Safirah (en arabe : السفيرة) est une ville du nord de la Syrie, située dans le gouvernorat d'Alep (حلب). C'est le chef-lieu administratif du district du même nom. Sa population était de 106 382 habitants en 2007.

## Géographie
Située dans le nord de la Syrie à 27 kilomètres au sud-est d'Alep, elle est localisée entre le massif de Al-Hasse (جبل الحص) et Sabkhat al-Jabbūl (le lac Jabbūl). Ce dernier est un lac salé exploité en marais salants.

## Toponymie
Sfireh était connu à l'époque préislamique comme Sipri. Des historiens ont émis l'hypothèse que ce nom viendrait du mot akkadien siparru signifiant « bronze », indiquant qu'il y avait des mines de cuivre dans la région et que l'on y travaillait le bronze.